# Moritz von Bissing
Moritz Ferdinand Freiherr von Bissing (Ober Bellmannsdorf, 30 januari 1844 - Vilvoorde, 18 april 1917) was een Duits generaal en tijdens de Eerste Wereldoorlog generaal-gouverneur in het bezette België.

## Biografie
Bissing werd in 1844 geboren in de Pruisische plaats Ober Bellmannsdorf, tegenwoordig Radzimów Górny in de Poolse gemeente Sulików. In 1865 werd hij luitenant in het Pruisische leger en hij bevorderde in 1894 tot de rang van generaal-majoor. In 1897 kreeg hij zijn bevordering tot luitenant-generaal en generaal van de cavalerie.
Bij het uitbreken van de Eerste Wereldoorlog werd Bissing teruggeroepen naar het leger. Hij leidde het zevende leger vanaf 2 augustus tot en met 23 november 1914. Na de verovering van grote delen van België werd Bissing in december 1914 benoemd tot gouverneur-generaal van het Keizerlijke Duitse Generaal Gouvernement van België, de militaire regering van het Duitse keizerrijk in bezet België.
Hij voerde een zogenaamde Flamenpolitik ten gunste van de Vlamingen, met de bedoeling tweedracht in België te zaaien. Zo werd onder andere in 1916 de Universiteit Gent geheel vernederlandst. De universiteit werd door de tegenstanders naar de Duitse bezetting spottend de von Bissing-universiteit genoemd en veroordeeld als een ontoelaatbare tussenkomst van de bezetter. In 1917 werd België in twee afzonderlijke taalgebieden opgedeeld.
Hij ondertekende het doodvonnis van Edith Cavell.
Bissing overleed in 1917 op het Domein Drie Fonteinen te Vilvoorde, waar hij meestal verbleef. Hij was op het Invalidenfriedhof in Berlijn begraven. Zijn graf is inmiddels geruimd.

## Familie
Bissing stamde uit een oud adellijk geslacht. Zijn vader was de grootgrondbezitter Moritz von Bissing (1802-1860), die in 1852 in de Pruisische adelsrang van Freiherr werd verheven. In 1858 werd de overerfbaarheid van zijn titel uitgebreid van primogenituur naar alle nakomelingen. Zijn moeder was Dorothea, geboren Freiin (freule) von Gall (1800-1847). In 1872 trouwde hij met Myrrha Wesendonck (1851-1888), dochter van Otto en Mathilde Wesendonck. Hun oudste zoon was de egyptoloog Friedrich Wilhelm von Bissing (1873-1956). Na de dood van zijn eerste vrouw hertrouwde hij in 1890 met Alice von Königsmarck (1867-1917). 

## Militaire loopbaan
- Leutnant: 1865
- Generalmajor: 1894
- Generalleutnant: 1897
- General der Kavalerie:

## Decoraties
- Orde van de Zwarte Adelaar (Pruisen) met Schakelketting
- Grootkruis in de Orde van de Rode Adelaar met Kroon
- Kroonorde (Pruisen), 1e klasse mit Schwertern en Ring
- Commandeur 1e Klasse met Ster in de Huisorde van Hohenzollern
- IJzeren Kruis 1870, 2e klasse
- Onderscheiding voor Trouwe Dienst (Pruisen)
- Grootkruis in de Orde van de Leeuw van Zähringen
- Bayerischer Militärverdienstorden II. Klasse
- Commandeur der 2e klasse in de Orde van Hendrik de Leeuw
- Grootkruis in de Erekruis van het gehele Vorstelijke Huis van Lippe
- Grootofficier in de Orde van de Griffioen
- Großkreuz des Albrechts-Ordens met Zwaarden en Ring
- Ridderkruis der 2e klasse in de Saksisch-Ernestijnse Huisorde met Zwaarden
- Ridderkruis der 1e klasse in de Frederiks-Orde met Zwaarden
- Officier in de Leopoldsorde (België)
- Commandeur der 1e klasse in de Orde van de Dannebrog
- Grootkruis in de Orde van Sint-Mauritius en Sint-Lazarus
- Grootofficier in de Orde van de Italiaanse Kroon
- Grootofficier in de Orde van Oranje-Nassau
- Orde van de IJzeren Kroon (Oostenrijk), 2e klasse
- Commandeur in de Frans Jozef-orde met Ster